# Clinitrachus argentatus
Clinitrachus argentatus е вид бодлоперка от семейство Clinidae. Видът не е застрашен от изчезване.

## Разпространение и местообитание
Разпространен е в Албания, Алжир, Гибралтар, Гърция, Египет, Израел, Испания, Италия, Кипър, Либия, Ливан, Малта, Мароко, Монако, Португалия, Сирия, Словения, Тунис, Турция, Франция, Хърватия и Черна гора.
Обитава крайбрежията на морета.

## Описание
На дължина достигат до 10 cm.